# People's Choice
People's Choice was een Amerikaanse funkband, die in 1971 werd geformeerd in Philadelphia.

## Geschiedenis
Onder Philadelphia International Records en producent Leon Huff (zonder medeproducent Kenny Gamble) had de band met Do It Any Way You Wanna (1975) en Jam Jam Jam (1978) twee top 40-hits in de Britse hitlijst. Ze brachten de albums Boogie Down U.S.A. (1975), We Got Rhythm (1976) en Turn Me Loose (1978) uit. In 1982 wisselde de band naar TPC Records en in 1984 naar Mercury Records.
Van Do It Any Way You Wanna werden meer dan een miljoen exemplaren verkocht, waarvoor de band een gouden plaat ontving van de RIAA in november 1975. De song werd gebruikt in de film Death Journey (1976) van Fred Williamson.

## Overlijden
Frank Brunson overleed op 24 november 2007 na een langdurige ziekte.

## Bezetting
1971 - 1973
- Frankie Brunson
- David Thompson
- Darnell Jordan
- Johnnie Hightower
- Stanley Thomas
- Valerie Brown
- Marc Reed

1974 - 1983
- Frankie Brunson
- Dave Thompson
- Guy Fiske
- Roger Andrews

1984 - 1985
- Frank Brunson
- Marc Reed
- Clifton Gamble
- David Thomson
- Johnnie Hightower
- Bill Rodgers

## Discografie

### Singles
- 1971:	I Likes to Do It
- 1972:	The Wootie-T-Woo
- 1972: Magic
- 1973:	Let Me Do My Thing
- 1974:	Love Shop
- 1974: Party Is a Groovy Thing
- 1975:	Do It Any Way You Wanna
- 1975: Nursery Rhymes (Part I)
- 1976:	Here We Go Again
- 1976: Movin' in All Directions
- 1977:	Cold Blooded & Down-Right-Funky
- 1977: If You Gonna Do It (Put Your Mind to It) (Part I)
- 1978:	Jam, Jam, Jam (All Night Long)
- 1978: Turn Me Loose
- 1978: Rough-Ride
- 1980:	My Feet Won't Move, But My Shoes Did the Boogie
- 1980: You Ought to Be Dancin'
- 1981:	Hey Everybody (Party Hearty)
- 1982:	Still in Love with You
- 1984:	Can't Get Enough of Your Love

### Albums
- 1975: Boogie Down U.S.A. (Philadelphia International Records)
- 1976: We Got Rhythm (Philadelphia International Records)
- 1978: Turn Me Loose (Philadelphia International Records)
- 1980:	People's Choice (Casablanca)
- 1982: Still In Love With You (TPC Records)
- 1984: Strikin' (Mercury Records)

### Compilaties
- 1996: Golden Classics (Collectables)
- 2000: I Likes to Do It (Jamie)
- 2017: Any Way You Wanna - The People's Choice Anthology 1971-1981 (BBR)

### NPO Radio 2 Top 2000
Van The People's Choice stond alleen Do it any way you wanna in 2000 in de NPO Radio 2 Top 2000, op plek 1766.